# Atomismus
Atomismus je filosofický směr, který chápe vesmír jako složený z nedělitelných (řecky a-tomos), neměnných a věčných částeček, které se pohybují v prázdnu.
Atomismus vznikl ve Starověkém Řecku, patrně v 5. století př. n. l., jeho hlavními představiteli byli Leukippos a Démokritos. Atomisté se snažili o materialistický a deterministický výklad světa, popírali spojitost látky, ale na rozdíl od Eleatů připouštěli vznik, změnu a zánik, které vysvětlovali jako projevy spojení nebo rozpojení atomů. Jejich nauku dále rozvinul Epikúros a Lucretius ve své básni „O povaze věcí“ (De rerum natura, asi 60 př. n. l.) podává soustavný výklad atomismu.
Atomistická nauka zjevně odporovala běžné lidské zkušenosti o spojitosti a dělitelnosti látky, takže později upadla v zapomenutí. Znovu se objevila v novověké filosofii: Descartes vykládá rozmanité vlastnosti látek vlastnostmi nepatrných částeček, z nichž jsou složeny. Atomistická představa se hodila jako výkladová hypotéza chemikům 18. století, kterou jejich následovníci rozvinuli až do podoby Mendělejevovy periodické tabulky prvků a koncem 19. století už byla atomická povaha hmoty prokázána. Jaderná fyzika a štěpení atomu ovšem ukázaly, že atomy nejsou neměnné ani nezničitelné, nýbrž naopak se rozpadají (samovolně i zásahem člověka) a mohou také vznikat. Současná představa atomu je nesmírně složitá a také se vymyká běžné představivosti.
V metaforickém smyslu se označení atomismus používá jako protiklad holismu a znamená metodu zkoumání, při níž se složité předměty rozkládají na nejjednodušší a dále nedělitelné složky, z nichž se dá celek zpětně rekonstruovat. Toto mechanistické pojetí nelze ovšem obhájit v biologii, a ve společenských vědách se označuje jako redukcionismus. Logický atomismus v tomto smyslu zastával např. Bertrand Russell a Alfred North Whitehead.

## Antický atomismus
Antický atomismus nebo antická atomistika je nejvýznamnější materialistický směr antické filozofie. Svět se podle tohoto učení skládá z nekonečného množství nepatrných, věčných nedělitelných částic – atomů, které mají různé tvary a velikost, pohybují se sami od sebe v prázdném prostoru, spojují se a rozpojují, a tak vytvářejí mnohotvárnost jevů. Ve vesmíru vládne přísný determinismus. Atomismus vytvořil novou koncepci bytí jako určité masy s geometrickou podobou, s určitou váhou a polohou, a tak přinesl na své časy logické vysvětlení světa, přírody a lidského života. Atomismus první nastolil problém filosofické koncepce hmoty. Atom jako geometrický útvar postižitelný pouze rozumem, je zároveň věcí, tělesem a hmotou. S tím se také spojuje nové chápání pohybu a pokus vysvětlit jeho vývin v procesu vznikání a formování se světa vylučující jakoukoli absolutní imanentní a transcendentní statiku. Atomismus uvádí do kosmogonických jevů matematiku a díky tomu téměř úplně odmytologizoval lidské myšlení ve prospěch všeobecně abstraktního myšlení, opírajícího se o objektivní skutečnost a koncepci atomu jako základního elementu všeho jsoucna.
Podle Jana Patočky je atomová fyzika „důsledný aritmetismus; má po této stránce blízko k pytagorejstvu a její představitelé na základě atomického principu došli k důležitým výsledkům geometrickým. Myšlenky mechanické skladby těles složených z elementárních tělísek a vzniku vyšších kvalit na základě atomických struktur (hlavní princip atomizovaných výkladů) jsou v podstatě důsledky tohoto aritmetismu. Je dále velmi pravděpodobné, že atomismus byl míněn původně ne jako fyzikální (nedělitelnost tělísek, které nejsou rozděleny žádným prázdném), ale jako geometrickoprostorový (atomismus posledních 'bodů', z nichž se skládá rozloha); byla to finitistická odpověď na eleatský argument dichotomie, dělitelnosti kontinua do nekonečna, tedy spekulace o základních matematických pojmech, hlavně o nemožnosti nekonečně malé veličiny.“[zdroj⁠?!]